# Georg Kieninger
Georg Kieninger (Múnic, 5 de juny de 1902 - Düsseldorf, 25 de gener de 1975), fou un jugador d'escacs alemany, que ostentà el títol de Mestre Internacional des de 1950, i fou 4 cops Campió d'Alemanya.
|  |

## Resultats destacats en competició
Kieninger va aprendre a jugar als escacs als 15 anys, i a partir de 1922 esdevingué jugador d'escacs professional. El 1929, va guanyar el Campionat de la ciutat de Frankfurt. A més va treballar com a periodista. Entre 1931 i 1934 va jugar tres matxs contra el mestre Ludwig Engels, que van ajudar a desenvolupar notablement el seu domini dels escacs. El seu període de major èxit va ser en la segona meitat dels anys 30. La Segona Guerra Mundial va interrompre la seva progressió com a escaquista, molt prometedora.
Kieninger va guanyar el Campionat d'Alemanya en quatre ocasions, els anys 1932 a Bad Ems, el 1937 i 1940 a Bad Oeynhausen, (en aquest cas sota la denominació de "Campionats del Tercer Reich"), i el 1947 a Weidenau (Campionat de la RFA). En torneigs internacionals, també va demostrar ser competitiu, participant-hi fins a arribar als 50 anys.
El 1950 va ser nomenat per la FIDE de Mestre Internacional. El 1957, va representar la República Federal d'Alemanya en el Campionat d'Europa per Equips.
Després de la Segona Guerra Mundial, va canviar sovint de Club d'Escacs per assegurar la seva subsistència. També va treballar per a diverses publicacions alemanyes en les seves columnes per obtenir ingressos.

### Estil de joc
Kieninger era conegut per la seva gran tenacitat en el joc, i estil combatiu. Contra jugadors febles, jugava les posicions equilibrades durant molt de temps, fins que perdien la paciència i cometien un error. Això va fer que fos conegut com a Eisernen Schorsch (traduït aproximadament com a "Georgiet de Ferro").
Segons Chessmetrics, va aconseguir el seu millor Elo històric, 2636, l'octubre de 1948. El 1938, va aconseguir ser el número 23 en el rànquing mundial.

### Contribucions a la teoria dels escacs
Les obertures que més va utilitzar van ser l'obertura Ruy López i la defensa francesa (Variant MacCutcheon). El conegut parany de Kieninger del gambit Budapest (1.d4 Cf6 2.c4 e5 3.dxe5 Cg4 5.Cf3 Cc6 4.Af4 Ab4+ 6.Cbd2 De7 7.a3 Cgxe5! 8.axb4? Cd3#) duu el seu nom.